# Ohio (chanson)
Pour les articles homonymes, voir Ohio (homonymie).
 (août 2010).
Si vous disposez d'ouvrages ou d'articles de référence ou si vous connaissez des sites web de qualité traitant du thème abordé ici, merci de compléter l'article en donnant les références utiles à sa vérifiabilité et en les liant à la section « Notes et références ».
Singles de Crosby, Stills, Nash and Young
Teach Your Children
(1970) Our House
(1970)
Ohio est une protest song composée par Neil Young en réaction à la fusillade de Kent State University, le 4 mai 1970, dans l'Ohio.
Sa version originale, interprétée par Crosby, Stills, Nash and Young, est parue en single en juin 1970, moins d'un mois après la fusillade, avec la chanson de Stephen Stills Find the Cost of Freedom en face B. Ce single a atteint la 14e place du Billboard.
Elle apparaît sur d'autres albums du groupe : en live sur 4 Way Street ou dans la compilation So Far. Neil Young l'a fréquemment interprétée en concert : une version est disponible sur l'album Live at Massey Hall 1971, sorti en 2007.

## Enregistrement
Neil Young compose Ohio après avoir vu les photos de la fusillade dans le magazine Life, notamment celle représentant Mary Ann Vecchio agenouillée près de la dépouille de son ami Jeffrey Miller. Dans la soirée, il rejoint les autres membres du groupe pour l'enregistrer aux Record Plant Studios de Los Angeles. La chanson est enregistrée en quelques prises seulement ; dans la foulée, les quatre musiciens enregistrent la chanson de Stills qui sert de face B au 45 tours. Plus tard, Neil Young confia que David Crosby pleurait lorsqu'ils terminèrent l'enregistrement.
Le single sort dans les semaines qui suivent, malgré la présence dans les charts de Teach Your Children, autre single du groupe paru en mai.

## Paroles et réactions
Les paroles évoquent l'horreur et le choc de la fusillade, à travers la répétition du « four dead in Ohio » (quatre morts dans l'Ohio) qui rappelle en boucle ces quatre étudiants manifestant pacifiquement contre la guerre du Viêt Nam tués par les « petits soldats de Nixon ». David Crosby insiste sur le courage qu'il fallut à Neil Young pour mentionner le nom du président des États-Unis dans sa chanson, ce qui lui valut d'être banni de certaines radios. La contreculture américaine et les vagues de protestation s'approprient par la suite le groupe et la chanson.

## Distinctions
Ohio occupe le 395e rang des « 500 plus grandes chansons de tous les temps » selon le magazine Rolling Stone. Elle est également sélectionnée par le Rock and Roll Hall of Fame, en 1995, comme l'une des « 500 chansons qui ont façonné le rock 'n' roll ».
La chanson reçoit un Grammy Hall of Fame Award en 2009.

## Personnel

### Crosby, Stills, Nash & Young
- Neil Young : guitare, chant
- David Crosby : guitare, chœurs
- Stephen Stills : guitare solo, chœurs
- Graham Nash : claviers, chœurs

### Musiciens additionnels
- Calvin Samuels : basse
- John Barbata : batterie

## Reprises
- 1971 : The Isley Brothers sur Givin' It Back
- 1993 : Paul Weller en face B du single The Weaver
- 1998 : The Montrose Avenue sur Thirty Days Out
- 2002 : Devo sur When Pigs Fly: Songs You Never Thought You'd Hear. Deux membres du groupe étaient étudiant à l'université de Kent lors des incidents.
- 2004 : Dandy Warhols sur The Black Album/Come On Feel the Dandy Warhols
- 2013 : Nolwenn Leroy, version live accompagnée par ses musiciens, sur la tournée Ô Tour de l'eau.
- 2021 : Neil Young, The Times